# Diplazium × okudairaioides
Diplazium × okudairaioides là một loài dương xỉ trong họ Athyriaceae. Loài này được Kurata mô tả khoa học đầu tiên năm 1961.
Danh pháp khoa học của loài này chưa được làm sáng tỏ. 